# Nikola Vučević
Nikola Vučević (Morges, Suiza, 24 de octubre de 1990) es un jugador de baloncesto montenegrino que pertenece a la plantilla de los Chicago Bulls de la NBA. Con 2,08 metros de estatura, juega en la posición de pívot.
Es hijo del también jugador de baloncesto Borislav Vučević, quien fuera internacional por la selección de baloncesto de Yugoslavia antes de la desintegración de este país.

## Trayectoria deportiva

### Universidad
Jugó durante tres temporadas con los USC de la Universidad del Sur de California, en la que promedió 11,1 puntos y 8,0 rebotes por partido. Comenzó a destacar en su segunda temporada, en la que fue el segundo máximo anotador de su equipo con 10,7 puntos por partido y el mejor reboteador, con 9,4, siendo elegido como el jugador más mejorado de la Pacific-10 Conference.
En su temporada júnior fue incluido en el mejor quinteto de la conferencia, tras promediar un doble-doble, 17,1 puntos y 10,3 rebotes, el primero de los Trojans desde 1995 que lo lograra Jaha Wilson. En marzo de 2011 anunció que renunciaba a su último año universitario para presentarse al Draft de la NBA.

### Profesional

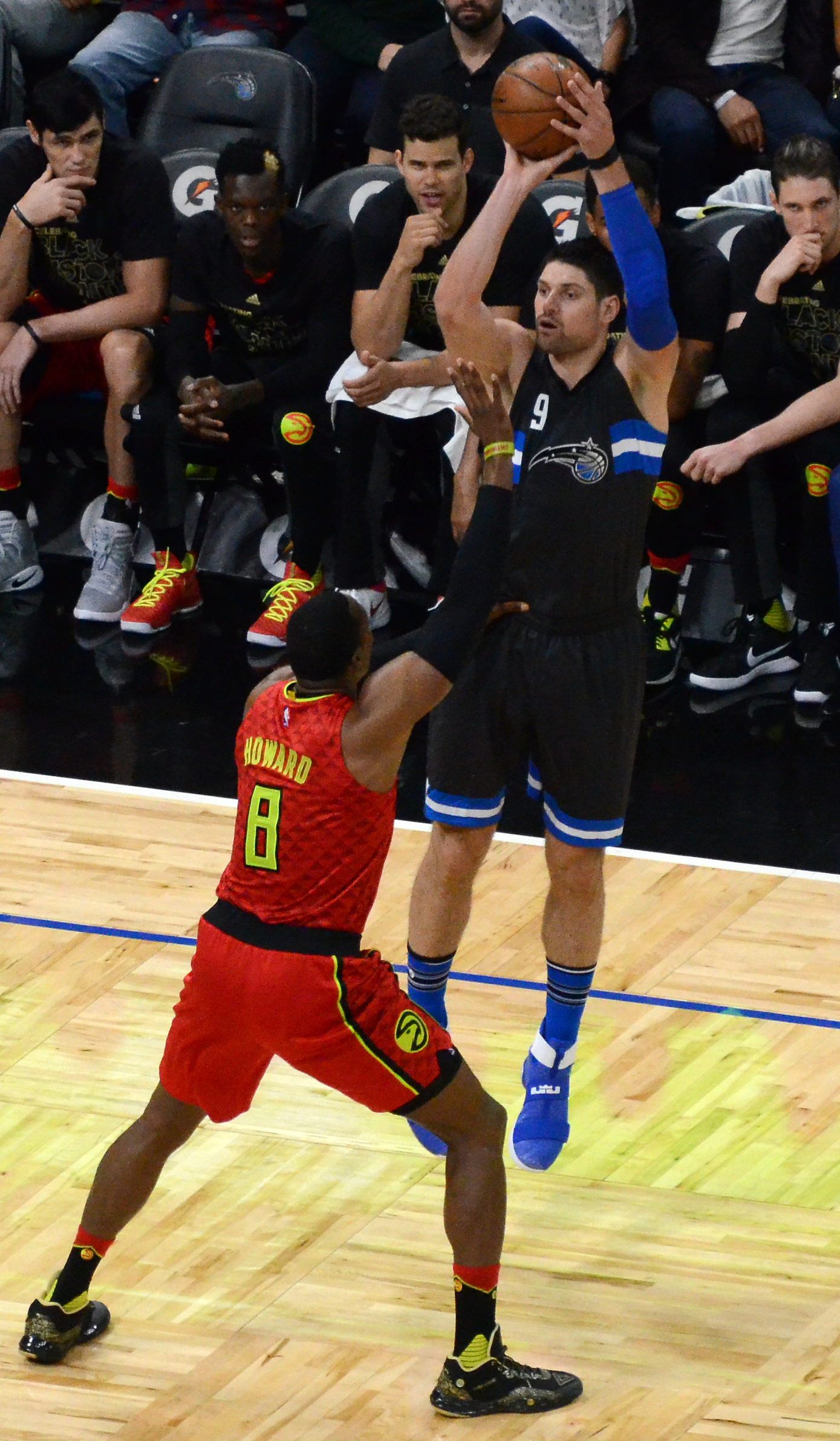
Vučević en 2017.

Fue elegido en la decimosexta posición del Draft de la NBA de 2011 por Philadelphia 76ers. Durante el lockout firmó por el KK Budućnost Podgorica montenegrino. Con los 76ers debutó el 28 de diciembre de 2011 ante Phoenix Suns, consiguiendo 6 puntos y 6 rebotes.
El 10 de agosto de 2012, Vučević fue traspasado a Orlando Magic en un intercambio entre cuatro equipos. En Orlando se ganó un puesto en el quinteto titular gracias al gran nivel de juego que presentó todo el año, en especial su facilidad para el rebote.
Durante su séptima temporada en los Magic, fue elegido para participar en el All-Star Game de 2019.
En su noveno año en Orlando, como pívot titular indiscutible desde que llegó al equipo, el 23 de febrero de 2021, fue elegido por segunda vez para disputar el All-Star Game que se celebró en Atlanta. Esa misma temporada, el 25 de marzo, es traspasado junto a Al-Farouq Aminu, a Chicago Bulls a cambio de Wendell Carter y Otto Porter.
Durante su tercera temporada en Chicago, el 15 de enero de 2023 registró su mejor anotación con 43 puntos ante Golden State Warriors.
En junio de 2023 acuerda una extensión de contrato con los Bulls por 3 años y $60 millones. El 1 de noviembre registró 21 puntos y 20 rebotes, el máximo de la temporada, en la derrota por 114-105 contra los Dallas Mavericks. El 7 de marzo de 2024, Vučević anotó 33 puntos, el máximo de la temporada, junto con 11 rebotes y 5 asistencias en la victoria por 125-122 sobre los Golden State Warriors.
Durante su quinto año con los Bulls, el 17 de enero de 2025, anota 40 puntos y captura 13 rebotes ante Charlotte Hornets.

### Selección nacional
Durante agosto y septiembre de 2023 fue integrante de la selección de Montenegro que participó en el Mundial de 2023 celebrado en Asia, y que finalizó en decimoprimer lugar.
Previamente había disputado el EuroBasket 2011, EuroBasket 2013, EuroBasket 2017 y Mundial de 2019.

## Estadísticas de su carrera en la NBA

### Temporada regular
| Año      | Equipo       | PJ  | PT  | MPP  | %TC  | %3P  | %TL  | RPP  | APP | ROB | TPP | PPP  |
| -------- | ------------ | --- | --- | ---- | ---- | ---- | ---- | ---- | --- | --- | --- | ---- |
| 2011-12  | Philadelphia | 51  | 15  | 15.9 | .450 | .375 | .529 | 4.8  | .6  | .4  | .7  | 5.5  |
| 2012-13  | Orlando      | 77  | 77  | 33.2 | .519 | .000 | .683 | 11.9 | 1.9 | .8  | 1.0 | 13.1 |
| 2013-14  | Orlando      | 57  | 57  | 31.8 | .507 | .000 | .766 | 11.0 | 1.8 | 1.1 | .8  | 14.2 |
| 2014-15  | Orlando      | 74  | 74  | 34.2 | .523 | .333 | .752 | 10.9 | 2.0 | .7  | .7  | 19.3 |
| 2015-16  | Orlando      | 65  | 60  | 31.3 | .510 | .222 | .753 | 8.9  | 2.8 | .8  | 1.1 | 18.2 |
| 2016-17  | Orlando      | 75  | 55  | 28.8 | .468 | .307 | .669 | 10.4 | 2.8 | 1.0 | 1.0 | 14.6 |
| 2017-18  | Orlando      | 57  | 57  | 29.5 | .475 | .315 | .819 | 9.2  | 3.4 | 1.0 | 1.1 | 16.5 |
| 2018-19  | Orlando      | 80  | 80  | 31.4 | .518 | .364 | .789 | 12.0 | 3.8 | 1.0 | 1.1 | 20.8 |
| 2019-20  | Orlando      | 62  | 62  | 32.2 | .447 | .339 | .784 | 10.9 | 3.6 | .9  | .8  | 19.6 |
| 2020-21  | Orlando      | 44  | 44  | 34.1 | .480 | .406 | .827 | 11.8 | 3.8 | 1.0 | .6  | 24.5 |
| 2020-21  | Chicago      | 26  | 26  | 32.6 | .471 | .388 | .870 | 11.5 | 3.9 | .9  | .8  | 21.5 |
| 2021-22  | Chicago      | 73  | 73  | 33.1 | .473 | .314 | .760 | 11.0 | 3.2 | 1.0 | 1.0 | 17.6 |
| 2022-23  | Chicago      | 82  | 82  | 33.5 | .520 | .349 | .835 | 11.0 | 3.2 | .7  | .7  | 17.6 |
| 2023-24  | Chicago      | 76  | 74  | 34.3 | .484 | .294 | .822 | 10.5 | 3.3 | .7  | .8  | 18.0 |
| 2024-25  | Chicago      | 73  | 72  | 31.2 | .530 | .402 | .805 | 10.1 | 3.5 | .8  | .7  | 18.5 |
| Total    | Total        | 973 | 908 | 31.4 | .497 | .348 | .770 | 10.5 | 2.9 | .8  | .9  | 17.2 |
| All-Star | All-Star     | 2   | 0   | 12.5 | .500 | .200 | —    | 6.0  | 1.5 | 1.0 | .0  | 4.5  |

### Playoffs
| Año   | Equipo       | PJ | PT | MPP  | %TC  | %3P  | %TL  | RPP  | APP | ROB | TPP | PPP  |
| ----- | ------------ | -- | -- | ---- | ---- | ---- | ---- | ---- | --- | --- | --- | ---- |
| 2012  | Philadelphia | 1  | 0  | 3.0  | .000 | .000 | .500 | 1.0  | .0  | .0  | .0  | 1.0  |
| 2019  | Orlando      | 5  | 5  | 29.4 | .362 | .231 | .786 | 8.0  | 3.0 | .4  | 1.0 | 11.2 |
| 2020  | Orlando      | 5  | 5  | 37.0 | .505 | .409 | .909 | 11.0 | 4.0 | .8  | .6  | 28.0 |
| 2022  | Chicago      | 5  | 5  | 36.2 | .440 | .310 | .800 | 12.4 | 3.2 | .4  | 1.2 | 19.4 |
| Total | Total        | 16 | 15 | 32.3 | .448 | .343 | .813 | 9.9  | 3.2 | .5  | .9  | 18.4 |